# Луций Папирий Курсор (консул 326 года до н. э.)
Луций Папирий Курсор (лат. Lucius Papirius Cursor; умер после 309 года до н. э.) — римский военачальник и политический деятель, пятикратный консул (326, 320, 319, 315 и 313 годов до н. э.), диктатор в 324 и 309 годах до н. э. Участник Второй Самнитской войны.

## Происхождение
Луций Папирий принадлежал к одному из младших патрицианских родов Рима, упоминающемуся в источниках, начиная с 444 года до н. э. (вначале как Паписии). В IV веке до н. э. Папирии принадлежали к числу самых влиятельных семейств Республики наряду с Манлиями, Сульпициями и Постумиями.
Согласно Капитолийским фастам, отец и дед Луция Папирия носили преномены Спурий и Луций соответственно. О Спурии ничего не известно; Луций-старший был цензором в 393 году до н. э.

## Биография
Первое упоминание о Луции Папирии в источниках относится к 340 году до н. э., когда он был начальником конницы при своём сородиче Луции Папирии Крассе, получившем диктатуру. В это время велась война против города Анций, но при этом, по словам Ливия, «не произошло ничего, достойного упоминания». В 326 году до н. э., в год начала Второй Самнитской войны, наряду с плебеем Гаем Петелием Либоном Визолом консулом стал один из Луциев Папириев: либо Мугиллан, либо Курсор. Впрочем, в связи с событиями 319 года до н. э. тот же Ливий говорит о третьем консулате Курсора, в связи с чем исследователи отдают предпочтение второй версии. Луций Папирий упоминается в источниках в связи с объявлением войны самнитам, заключением союза с луканцами и первым походом в Самний; при этом о каких-либо его военных успехах ничего не известно.
В 325 году до н. э. консул Луций Фурий Камилл, который должен был вести войну с самнитами, серьёзно заболел, а потому назначил диктатором для ведения войны Курсора. Тот сделал своим начальником конницы Квинта Фабия Максима Руллиана. Во время похода Луций Папирий уехал в Рим, чтобы совершить повторные ауспиции, а Квинту Фабию запретил вступать в бой с врагом. Но Фабий нарушил этот приказ: под Имбринием он атаковал самнитов и наголову разгромил их. Курсор хотел казнить его за нарушение дисциплины, но отказался от этой идеи из-за вмешательства отца Квинта и сената. Исследователи проводят параллели между этим эпизодом и рассказом о непростых отношениях между диктатором Квинтом Фабием Максимом и начальником конницы Марком Минуцием Руфом в 217 году до н. э., во время Второй Пунической войны.
Следующий год стал «диктаторским»: консулы не выбирались, и главным магистратом в течение всего года был Курсор, сохранивший свои полномочия. Он разбил самнитов, заключил с ними перемирие и за это был удостоен триумфа. Наконец, объявив консулами патриция Гая Сульпиция Лонга и плебея Квинта Авлия Церретана, он оставил должность.
После позорного поражения римлян в Кавдинском ущелье (321 год до н. э.) Луций Папирий был избран консулом во второй раз. Ему досталось командование в Апулии; здесь он осадил Луцерию и заставил самнитов сдать город из-за угрозы голода. Римляне захватили 7 тысяч пленных и освободили 600 заложников, попавшие к врагу в результате недавнего разгрома. Курсора переизбрали консулом и на следующий год (319 до н. э.); в ходе новой кампании он взял город Сатрик, ранее перешедший на сторону самнитов, за что был удостоен второго триумфа.
В 315 году до н. э. Луций Папирий получил четвёртый консулат, но весь этот год провёл в Риме, поскольку военными действиями руководил диктатор Квинт Фабий Максим Руллиан. То же самое происходило и во время пятого консулата, в 313 году до н. э. Последняя магистратура Курсора относится к 309 году до н. э.: Максим Руллиан, консул предыдущего года, назначил его диктатором для спасения армии Гая Марция Рутила, потерпевшей поражение от самнитов в Апулии. Луций Папирий с резервными легионами поспешил к Гаю Марцию и, приняв под своё командование его войско, разбил врага. Вернувшись в Рим, он справил свой третий триумф, главным украшением которого стало захваченное в бою оружие и доспехи, украшенные золотом и серебром.
У Луция Папирия был сын того же имени, консул 293 и 272 годов до н. э.